# Погачник, Антун
Антун (Тони) Погачник (хорв. Antun Pogačnik; 6 января 1913, Ливно — 21 мая 1978, Бали) — югославский и хорватский футболист, полузащитник; югославский футбольный тренер. Участник летних Олимпийских игр 1956 года, бронзовый призёр летних Азиатских игр 1958 года как тренер.

## Биография
Тони Погачник родился 6 января 1913 года в австро-венгерском городе Ливно (сейчас в Боснии и Герцеговине).

### Клубная карьера
Играл в футбол на позиции полузащитника. В сезоне-1931/32 играл в за «Граджянски» из Загреба, провёл 1 матч, но уже по ходу сезона стал футболистом САШКа из Сараево, за который выступал до 1933 года.
В 1934 году перешёл в «Граджянски», в составе которого в 1937 году стал чемпионом Югославии, дважды был бронзовым призёром (1935, 1938), в 1938 году стал обладателем Кубка страны. За четыре сезона провёл в чемпионате Югославии 36 матчей, забил 9 мячей.
В 1939—1941 годах играл в загребской «Конкордии».

### Международная карьера
В 1937 году провёл 2 матча за сборную Югославии. Дебютным стал товарищеский поединок 1 августа в Белграде против Турции (3:1), где Погачник вышел в стартовом составе и был заменён на 50-й минуте. 6 сентября там же полностью отыграл матч Кубка Кароля II с Румынией (2:1).
15 июня 1941 года провёл в Вене товарищескую игру за сборную Хорватии против Германии (1:5), проведя 90 минут.

### Тренерская карьера
В 1947—1949 годах тренировал загребский «Металац», в 1952—1953 годах — белградский «Партизан». В 1952 году привёл его к победе в Кубке Югославии.
В 1954—1963 годах возглавлял сборную Индонезии. Погачник вывел её на летние Олимпийские игры в Мельбурне. В четвертьфинале индонезийцы сенсационно сыграли вничью со сборной СССР — 0:0, сыграв в строго оборонительный футбол. В переигровке подопечные Погачника проиграли — 0:4.
В 1958 году завоевал со сборной Индонезии бронзовые медали футбольного турнира летних Азиатских игр в Токио.
В 1962 году десять футболистов сборной Индонезии были пойманы на махинациях со ставками на матчи. Они были отправлены в тюрьму.,Поступок футболистов сорвал подготовку к домашним летним Азиатским играм в Джакарте.
В 1958—1960 годах параллельно тренировал швейцарский «Грассхопперс».
В 1963 году завершил тренерскую карьеру из-за травмы колена.
В 1978 году намеревался заняться подготовкой индонезийских молодых футболистов.
Умер 21 мая 1978 года в индонезийской провинции Бали, где жил в последние годы, из-за инфаркта. За восемь дней до этого он получил гражданство Индонезии.

## Достижения

### Как игрок
«Граджянски»
- Чемпион Югославии (1): 1936/37.
- Бронзовый призёр чемпионата Югославии (2): 1934/35, 1937/38.
- Обладатель Кубка Югославии (1): 1937/38.

### Как тренер
«Партизан»
- Обладатель Кубка Югославии (1): 1951/52.

Индонезия
- Бронзовый призёр летних Азиатских игр (1): 1958.